# Nipiaa Rock Festival
Il Nipiaa Rock Festival  è la manifestazione musicale più a nord del mondo, assieme al Sun Fest di Longyearbyen, Svalbard.
A partire dal 1999 ogni anno, a settembre, per tre giorni il palazzetto dello sport di Aasiaat, piccola cittadina (3100 ab.) nel sud-ovest della Groenlandia, ospita diversi artisti provenienti da tutto il mondo.
Nell'edizione del 2006 hanno partecipato gli UltimaCorsa, gruppo italiano di Modena.